# IC 4064
IC 4064  ist eine linsenförmige Galaxie vom Hubble-Typ S0 im Sternbild Jagdhunde am Nordsternhimmel, die schätzungsweise 479 Millionen Lichtjahre von der Milchstraße entfernt ist. Im gleichen Himmelsareal befinden sich die Galaxien  IC 4062, IC 4067 und IC 4073.
Entdeckt wurde das Objekt am  21. März 1903 von Max Wolf.